# The White Parade
Pour plus de détails, voir Fiche technique et Distribution.
The White Parade est un film américain  en noir et blanc réalisé par Irving Cummings, sorti en 1934. Le film fut un succès.

## Synopsis
En 1907, aux États-Unis. June Arden suit des études d'infirmière pour imiter son modèle, Florence Nightingale. Sa camarade de chambre est Zita Scofield, qui a pour petit ami Ronald Hall, un riche joueur de polo. Les autres étudiantes sont Gertrude et June. Cette dernière est attirée par Ronald…
Le spectateur suit les amours et les déboires de ces jeunes femmes pendant les trois ans que durent leurs études, jusqu'à l’obtention de leur diplôme.

## Fiche technique
- Titre : The White Parade
- Réalisation : Irving Cummings
- Scénario : Sonya Levien, Ernest Pascal, Jesse Lasky Jr. et Rian James, d'après son roman
- Photographie : Arthur C. Miller
- Musique : Louis De Francesco
- Production : Jesse L. Lasky
- Société de production : Fox Film Corporation
- Pays de production :  États-Unis
- Langue originale : anglais
- Format : noir et blanc – 1,37:1 – son : Mono
- Genre : drame psychologique
- Durée : 80 min
- Date de sortie : 16 novembre 1934 (États-Unis)

## Distribution
- Loretta Young : June Arden
- John Boles : Ronald Hall III
- Dorothy Wilson : Zita Scofield
- Muriel Kirkland : Glenda Farley
- Astrid Allwyn : Gertrude Mack
- Frank Conroy : Dr Thorne
- Jane Darwell : Mlle 'Sailor' Robets
- Polly Ann Young : Hannah Seymour
- Sara Haden : Mlle Harrington
- Joyce Compton : Una Mellon
- Noel Francis : l'infirmière Clare